# 利基奇里山
19°28′50″S 65°43′30″W / 19.48056°S 65.72500°W
利基奇里山（Lik'ichiri），是玻利維亞的山峰，位於該國西南部波托西省的托馬斯弗里亞斯省，處於查基馬尤河以北，屬於安第斯山脈的一部分，海拔高度4,086米。